# Wallner-Theater

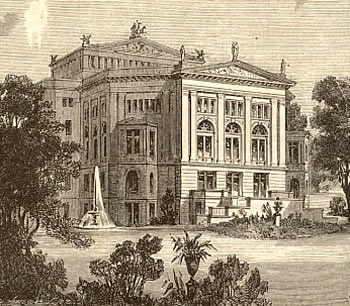
Wallner-Theater, 1864

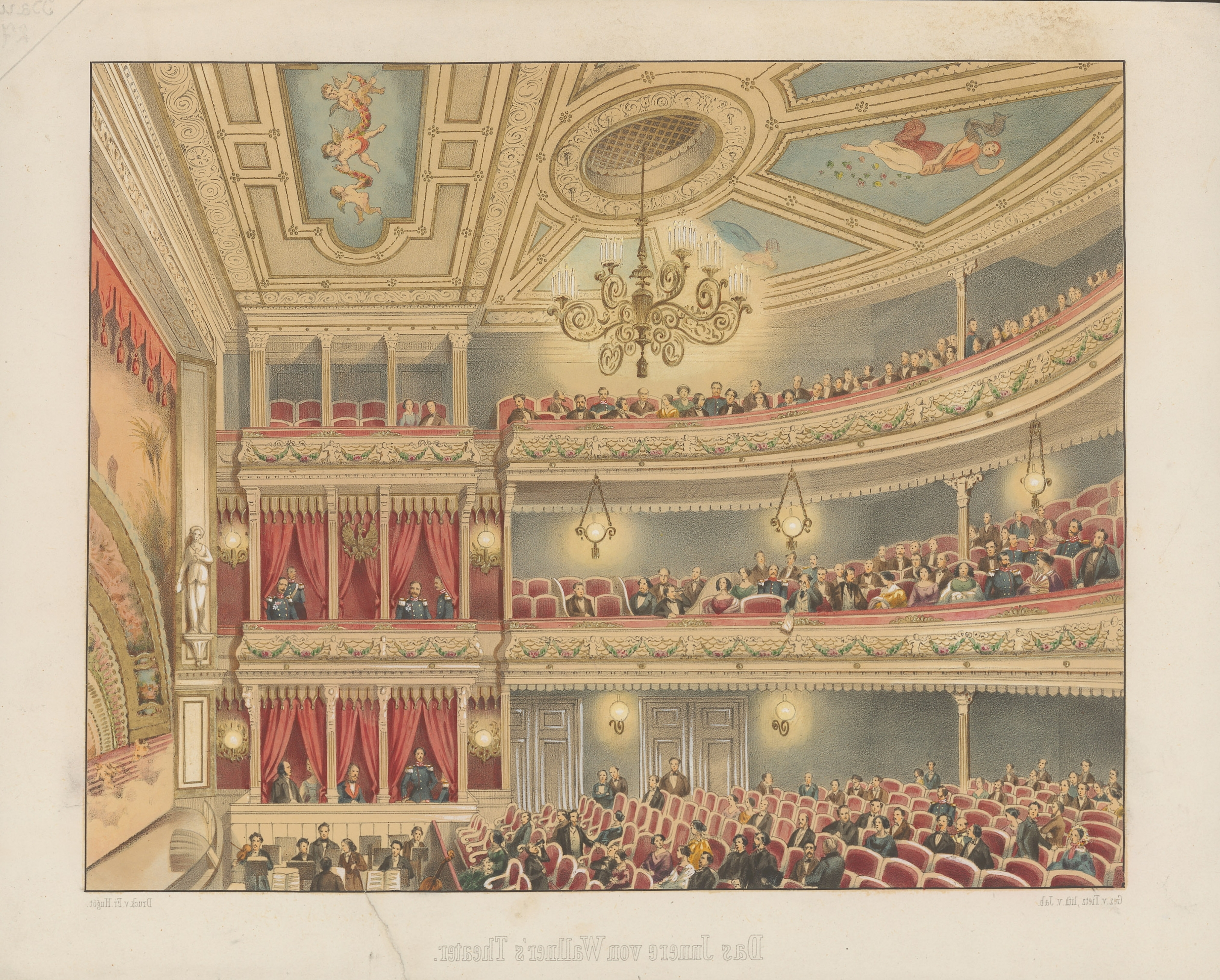
Das Innere von Wallner’s Theater, 1860er Jahre

Das Wallner-Theater (1894–1918 Schiller-Theater O.) war ein Theater in Berlin-Mitte von 1864 bis 1939.

## Lage

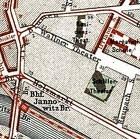
Lage Wallner-Theater

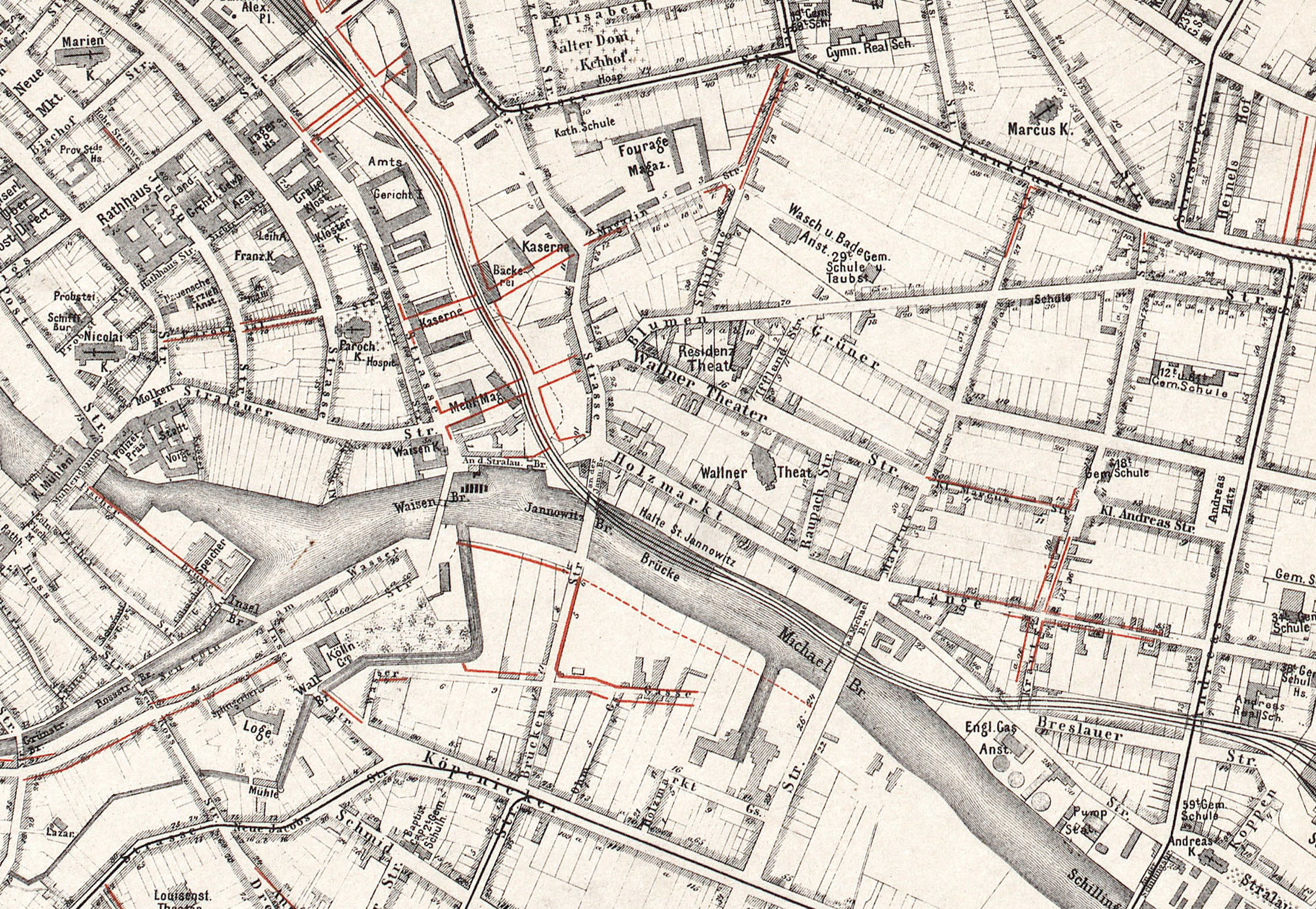
Stadtplan 1882

Das Theater lag in der Wallner-Theaterstraße 35, nordöstlich vom Bahnhof Jannowitzbrücke. Heute befindet sich dort ein Sportplatz des Neubaugebietes Holzmarktstraße.
Das Gebäude war ein länglicher klassizistischer Bau mit Säulen an den Außenfassaden und einem Park neben dem Zuschauerraum.
Das erste Wallner-Theater befand sich von 1855/58 bis 1864 in der nahegelegenen Blumenstraße 9b.

## Geschichte

### Wallner-Theater 1855–1894

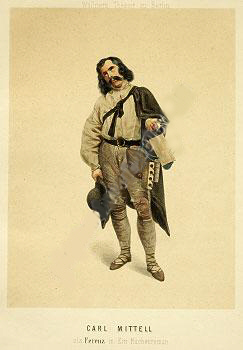
Carl Mitell, 1859

Der österreichische Theaterdirektor Franz Wallner erwarb 1855 das Königsstädtische Vaudeville-Theater in der Blumenstraße 9b, die sogenannte Grüne Neune. Seit 1858 nannte er es Wallner-Theater. Dieses spielte Schwänke, Lustspiele und komische Opern mit einer schnell wachsenden Resonanz, besonders beliebt waren Berliner Possen von David Kalisch wie Berlin, wie es weint und lacht.
1864 ließ Wallner ein neues größeres Theatergebäude durch den Architekten Eduard Titz in der Nähe entwerfen. Dieses wurde mit etwa 1200 Plätzen eines der größten in Berlin. Dort setzte er seine erfolgreichen Programme fort.

### Schiller-Theater O.

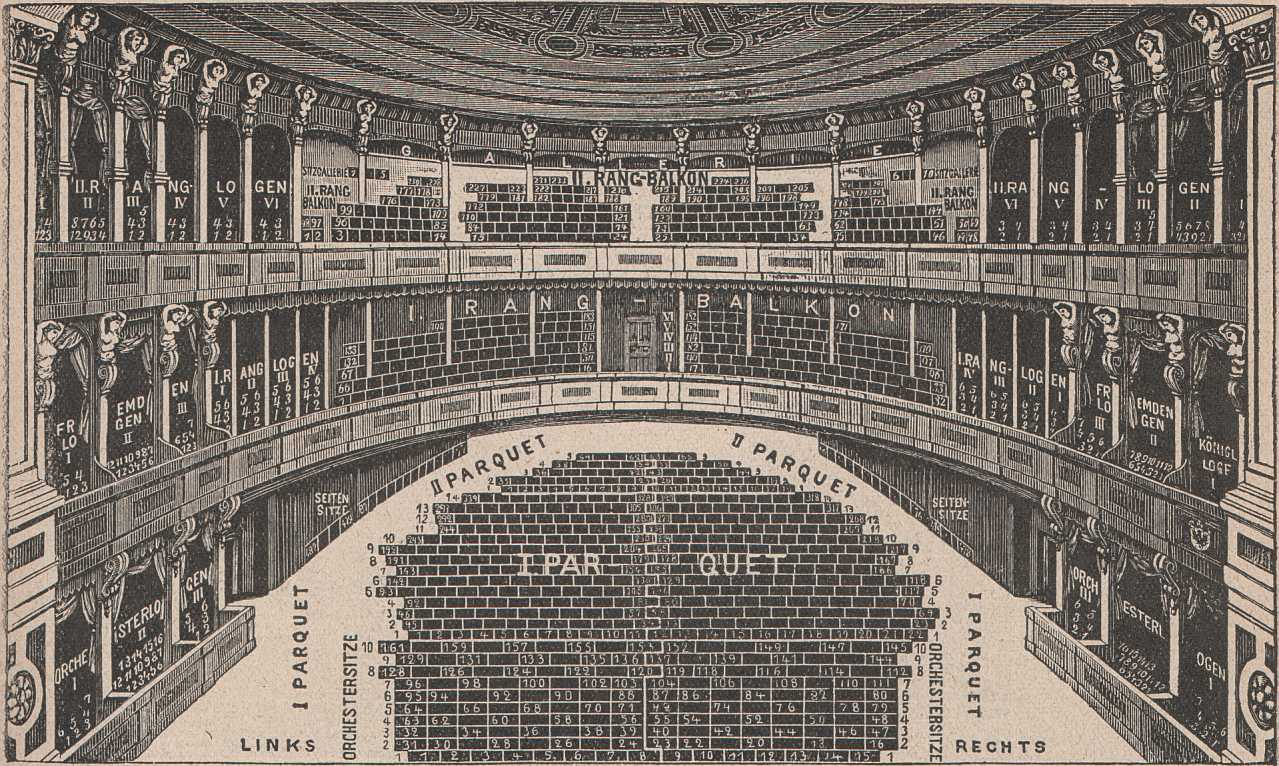
Zuschauerraum, 1912

1894 übernahm Raphael Löwenfeld mit der Schiller-Theater Aktien-Gesellschaft das Theater. Diese hatte sich zum Ziel gesetzt, klassische Schauspiele und Volksstücke zu niedrigen Preisen (von 1 Mark bis zu 25 Pfennig) für Mitglieder Berliner Vereine aufzuführen. Es hieß nun Schiller-Theater O[st]. Ab 1899 wurden auf Wunsch der Zuschauer auch regelmäßige Opernaufführungen gezeigt. 1902 entstand dazu in der Chausseestraße das Schiller-Theater N[ord] , das von dem Ensemble mit bespielt wurde. Seit 1907 gab es im Schiller-Theater O. nur noch Opernaufführungen, Sprechtheater wurde nur noch im neuen Schiller-Theater W. in Charlottenburg gezeigt.
1918 musste das Schiller-Theater O. von der Schiller-Theater A. G. wegen finanzieller Probleme aufgegeben werden.

### Wallner-Theater 1919–1930
Seit 1919 hieß das Haus wieder Wallner-Theater. Über die Betreiber ist kaum etwas bekannt. 1929 wurde hier ein Theaterstück von Joseph Goebbels uraufgeführt.

### Piscator-Bühne
Ende Oktober 1930 übernahm der linke Intendant  Erwin Piscator das marode Haus und betrieb es als Dritte Piscator-Bühne bis März 1931.
1939 wurde das Gebäude abgerissen, wahrscheinlich wegen Baufälligkeit.

## Persönlichkeiten
In dem Theater wirkten verschiedene Theaterleiter, Dirigenten, Schauspieler und Sänger
Leiter
- Franz Wallner, 1855–1868
- Theodor Lebrun, 1868–1886
- Franz und Heinrich Wallner, 1886–1892
- Raphael Löwenfeld, 1894–1907
- Erwin Piscator, 1930–1931

Dirigenten und Kapellmeister
- August Conradi, im alten Wallner-Theater
- Rudolf Bial, Kapellmeister
- Willy Bredschneider
- Paul Lincke
- Emil Nikolaus von Reznicek
- Victor Hollaender

Schauspieler
Wallner-Theater 1855–1894
- Karl Helmerding, im alten Wallner-Theater
- Anna Schramm, im alten Wallner-Theater
- Ernst Formes
- Ernestine Wegner

Schiller-Theater O.
- Eduard von Winterstein
- Hedwig Pauly

Wallner-Theater 1919–1930
- Camilla Spira, 1920er Jahre
- Lotte Lenya, 1920er Jahre

## Aufführungen
Wallner-Theater 1854–1894
- David Kalisch: Actienbudiker, 1856, Uraufführung, 215 Mal gespielt, erfolgreichstes Theaterstück in Berlin in dieser Zeit
- David Kalisch: Ein gebildeter Hausknecht, 2. Mai 1858, Uraufführung, häufig gespielt
- David Kalisch, O. F. Berg: Berlin, wie es weint und lacht, 1858, häufig gespielt[7]
- David Kalisch, August Weihrauch: Die Mottenburger, 1867, Posse mit Gesang, häufig gespielt[8]
- Theodor Herzl: Seine Hoheit, 1888, Lustspiel, Uraufführung[9]
- Pension Schöller, 1890, Uraufführung

Schiller-Theater O.
- Friedrich Schiller: Die Räuber, 30. August 1894, Eröffnungsstück des Theaters[10]
- Ernst von Wildenbruch: Mennonit, 2. + 3. September 1894, zweite Inszenierung im neuen Theater
- Henrik Ibsen: Brand, 19. März 1898, deutsche Erstaufführung[11][12]
- Johann Wolfgang von Goethe: Faust, 1. September 1899, Eröffnung der neuen Theatersaison

Wallner-Theater 1919–1930
- Joseph Goebbels: Blutsaat, 10. März 1929, Uraufführung[13]

Piscator-Bühne
- Karl Credé-Hoerder: § 218 – gequälte Menschen, , 29. Oktober 1930, Eröffnungsstück
- Alfred Herzog: Krach um Leutnant Blumenthal, 1. November 1930, Gastspiel der Spielgemeinschaft Berliner Schauspieler
- Ernst Ottwalt: Jeden Tag vier, 19. November 1930, Regie Friedrich Neubauer
- Oskar Bendiener: Die Tat, 25. November 1930, Gastspiel Spielgemeinschaft Berliner Schauspieler
- Wladimir Bill-Belozerkowski: Mond von links, 28. November 1930, Regie Martin Kerb
- Friedrich Wolf: Tai Yang erwacht, 15. Januar 1931
- Anatoli Glebow: Frau in Front, 17. Februar 1931, 22. März 1931, wahrscheinlich letzte Inszenierung der Piscator-Bühne